# Mandrake (Perkussionist)
Mandrake oder auch Mandrake Som (* 21. Mai 1934 in Guaratinguetá als Ivanir do Nascimento; † 8. September 1988 in Rom) war ein brasilianischer Perkussionist, der im Bereich der Bossa Nova und des Jazz arbeitete.

## Leben und Wirken
Mandrake arbeitete seit 1959 mit Musikern der Música Popular Brasileira wie Elis Regina, Jair Rodrigues João Gilberto, Maria Bethânia, Vinícius de Moraes, Wilson Simonal, Roberto Carlos Braga oder Gal Costa. 1969 spielte er ein Album mit der Gruppe Os Brazões ein. Mit der Sängerin Elza Soares kam er 1970 nach Italien, wo er sich dauerhaft niederließ. Im selben Jahr begleitete er Chico Buarque auf seinem Album Per un pugno di samba und gehörte anschließend zur Gruppe von Irio De Paula. Mitte der 1970er Jahre bildete er seine Band Mandrake Som, mit der er mehrere Alben vorlegte.
Er ist auch auf Alben von Gato Barbieri (Soundtrack zu Last Tango in Paris), Hugo Heredia, Enrico Simonetti und der Jazzrockband Perigeo zu hören. Weiter arbeitete er mit Francesco Guccini, Toni Esposito, Ornella Vanoni, Gianni Ferrio und Liliana Gimenez.

## Diskographische Hinweise
- Sombossa (EMI Italiana 1975)
- O…, amigo (EMI Italiana, 1977)

als Begleitmusiker
- Irio De Paula Jazz a confronto 1 (Horo 1972, mit Giorgio Rosciglione, Afonso Vieira)
- Pork Pie Transitory (MPS 1974, mit Charlie Mariano, Jasper van’t Hof, Philip Catherine, Jean-François Jenny-Clark, Aldo Romano)
- Jeremy Steig, James Moody, Sahib Shihab, Chris Hinze Flute Summit Jamming at Donaueschingen Music-Festival (Atlantic Records 1974, mit Joachim Kühn, John Lee, Aldo Romano)
- Enrico Rava Pupa o crisalide (RCA 1974)